# AMG-1905

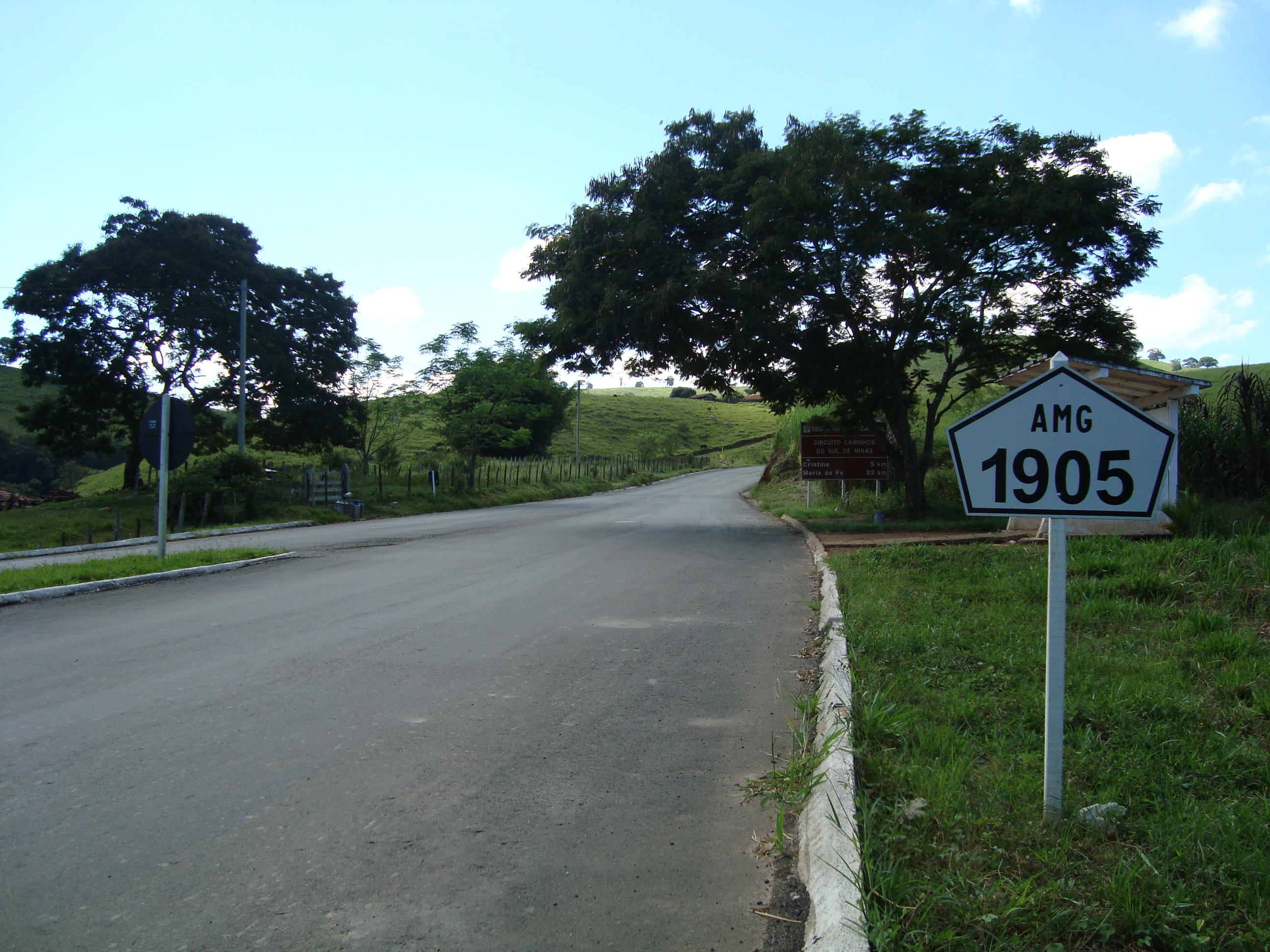
Entroncamento da rodovia AMG-1905 com a MG-347 em Cristina.

AMG-1905 é uma rodovia brasileira do estado de Minas Gerais localizada na mesorregião do Sul e Sudoeste de Minas, que liga a MG-347 à cidade de Cristina. Com uma extensão de apenas 4,4 km, a rodovia AMG-1905 tem traçado sinuoso e faz parte do circuito turístico Caminhos do Sul de Minas.